# محمد خلیل ترائوره
محمد خلیل ترائوره (انگلیسی: Mohamed Kalil Traoré؛ زادهٔ ۹ ژوئیهٔ ۲۰۰۰) بازیکن فوتبال اهل گینه است.
وی همچنین در تیم ملی فوتبال گینه بازی کرده است.